# Casa de Mexía (Galicia)
La Casa de Mexía era una casa nobiliaria española originaria en el antiguo reino de Galicia cuyos miembros más tarde pasaron a Castilla.
En cierto libro de blasones, anónimo, de comienzos del siglo XVII, que se conserva, manuscrito, en el Archivo municipal de Sevilla, volumen octavo de los en folio de la Colección del conde del Águila, cuenta que 

"la casa de Mexía es en el reyno de Galiçia. Ay destos Mexías muy prinçipales caualleros en Castilla y en Andalucía."
Historia del Emperador Carlos V de Pedro Mexía

Argote de Molina apunta en este sentido:

"Pero lo cierto es que este apellido ganaron del Solar, Torre y Casa de Mexía en el Reyno de Galizia Señorio antiguo deste linage. Cuyo apellido lo es tanto, que entre los Caballeros mas principales de Castilla, que la crónica general escribe, se juntaron con el Rey don Fernando el Sancto, quando vino al socorro de Cordova."
Nobleza del Andaluzia

Gonzalo Fernández de Oviedo así lo refiere:

"en el tiempo de los godos y vándalos, alanos y otras gentes que vinieron en España, ovo unos que vinieron del reino de Mesia e traían por caudillo o capitán, un caballero de linage y casa Real, llamado Galdin Mesiano, que vino conquistando e pasó en Galicia. E habiéndose apoderado de algunos lugares de la comarca, edificó una casa e torre para su morada, que fue llamada Mesín, por el reino e casa de donde él procedía; e después, corrompido el vocablo se dixo Mexía."
Batallas y quinquagenas

La última línea de los señores de la Serna de Pedraza y Torrebella, separada muy a los principios del tronco principal, floreció con igual lustre al que mantuvieron las demás, hasta que en el reinado de Don Alfonso el Sabio paró en hembra, pasando su patrimonio y representación a la Casa de Mexía, y por su sangre a la primera nobleza de Castilla.
Este esclarecido linaje, entre otros, tiene por hijos a don Ruy González Mexía, de quien vienen los Marqueses de La Guardia, Condes que fueron de Uceda, y otros caballeros de este apellido, y a doña Isabel González Mexía, mujer de don Lorenzo Suárez de Figueroa, Maestre de Santiago, de quien vienen los Duques de Feria y otros grandes caballeros.
Francisco Dávila Velázquez, Señor de Loriana y Don Llorente y doña Isabel Mexía de Ovando tuvieron a Don Juan Velázquez Dávila Messía, primogénito, de quien descienden los Condes de Uceda, Marqueses de Loriana y de Leganés, casa esta última subsumida en la de Altamira, y a Diego Mexía de Ovando, el cual casó con Doña Beatriz de Ovando, descendiente de los Ovando de Arroyo de San Serván, que a su vez, tuvieron por hijos a Juan Mexía de Ovando, natural de Villanueva de la Serena, y a Diego Mexía de Ovando, natural de Ávila y caballero de Santiago, que sirvió aventajadamente en los estados de Flandes; de capitán de Infantería en la guerra y toma de Granada los años 1569 y 1570. Fue después por Embajador a la Señoría de Luca, engendrando al capitán y literato Pedro Mexía de Ovando.
Merece reseñar a Gaspar Osorio Mexía y Zúñiga, acreditado militar condecorado con el marquesado de Torremejía por su decisivo papel para la recuperación del reino de Nápoles.